# NEXT DOOR
『NEXT DOOR』（ネクスト・ドア）は、原田知世の4枚目のオリジナル・アルバム。1986年6月28日にCBS・ソニー / KADOKAWA RECORDSより発売された。

## 概要
前作の『PAVANE』以来、約半年ぶりとなるオリジナル・アルバム。キャッチコピーは「彼女は今、新たな扉のノブに手をかけた…」。
全曲の作詞は秋元康、サウンドプロデューサーを後藤次利が担当し、一部の楽曲の作曲を原田真二、吉川晃司が手がけた。
CD盤のみ、先行シングル「雨のプラネタリウム」のB面曲である「赤いパンプス」が収録されている。
1991年9月15日に、CD選書として再発売された。

## 批評
| 専門評論家によるレビュー | 専門評論家によるレビュー |
| レビュー・スコア         | レビュー・スコア         |
| 出典                     | 評価                     |
| ------------------------ | ------------------------ |
| CDジャーナル             | 肯定的                   |

CDジャーナルは、「声の細さも知世の持ち味。声量のなさも感性の端々しさでカバーしてまずは成功した一作だ。」と批評した。

## 収録曲

### LPレコード
| 全作詞: 秋元康、全編曲: 後藤次利。 |                              |           |          |      |
| #                                  | タイトル                     | 作詞      | 作曲     | 時間 |
| 1.                                 | 「バックギャモンは負けない」 | 秋元康    | 南部昌江 | 3:54 |
| 2.                                 | 「異国の娼婦」               | 秋元康    | 原田真二 | 5:39 |
| 3.                                 | 「月のリグレット」           | 秋元康    | 松尾清憲 | 3:28 |
| 4.                                 | 「落書きだらけの青春時代」   | 秋元康    | 南部昌江 | 3:46 |
| 5.                                 | 「イニシャルを探して」       | 秋元康    | 尾関裕司 | 6:15 |
| 合計時間:                          | 合計時間:                    | 合計時間: | 23:02    |      |

| 全作詞: 秋元康、全編曲: 後藤次利。 |                                |           |          |      |
| #                                  | タイトル                       | 作詞      | 作曲     | 時間 |
| 1.                                 | 「雨のプラネタリウム」         | 秋元康    | 後藤次利 | 4:07 |
| 2.                                 | 「僕たちのジングルベル」       | 秋元康    | 後藤次利 | 5:30 |
| 3.                                 | 「アップルティーには早いけど」 | 秋元康    | 岸正之   | 4:14 |
| 4.                                 | 「葡萄畑の走り方」             | 秋元康    | 吉川晃司 | 3:33 |
| 5.                                 | 「右手で抱いて」               | 秋元康    | 岸正之   | 4:17 |
| 合計時間:                          | 合計時間:                      | 合計時間: | 21:41    |      |

### CD
| 全作詞: 秋元康、全編曲: 後藤次利。 |                                |           |          |      |
| #                                  | タイトル                       | 作詞      | 作曲     | 時間 |
| 1.                                 | 「バックギャモンは負けない」   | 秋元康    | 南部昌江 | 3:54 |
| 2.                                 | 「異国の娼婦」                 | 秋元康    | 原田真二 | 5:39 |
| 3.                                 | 「月のリグレット」             | 秋元康    | 松尾清憲 | 3:28 |
| 4.                                 | 「落書きだらけの青春時代」     | 秋元康    | 南部昌江 | 3:46 |
| 5.                                 | 「イニシャルを探して」         | 秋元康    | 尾関裕司 | 6:15 |
| 6.                                 | 「雨のプラネタリウム」         | 秋元康    | 後藤次利 | 4:07 |
| 7.                                 | 「僕たちのジングルベル」       | 秋元康    | 後藤次利 | 5:30 |
| 8.                                 | 「アップルティーには早いけど」 | 秋元康    | 岸正之   | 4:14 |
| 9.                                 | 「葡萄畑の走り方」             | 秋元康    | 吉川晃司 | 3:33 |
| 10.                                | 「右手で抱いて」               | 秋元康    | 岸正之   | 4:17 |
| 11.                                | 「赤いパンプス」               | 秋元康    | 後藤次利 | 5:07 |
| 合計時間:                          | 合計時間:                      | 合計時間: | 49:50    |      |

## タイアップ
| #   | 曲名                   | タイアップ                          |
| --- | ---------------------- | ----------------------------------- |
| B-1 | 「雨のプラネタリウム」 | トヨタ NEWカローラII イメージソング |

## 参加ミュージシャン
- Vocals：原田知世
- Keyboards：富樫春生, 南部昌江
- E.Bass：後藤次利
- E.Guitar：今剛, 北島健二(#1)
- Acoustic Guitar：今剛
- Drums：山木秀夫
- Sax：JAKE H. CONCEPCION, 中村哲
- Latin Percussion：後藤次利, 山木秀夫, 今剛, 中村哲
- E.Violin：金子飛鳥
- Chorus：原田知世, 木戸泰弘, 比山貴咏史, 平塚文子
- Synthesizer Operator：迫田到
- Transcription：Yuji Akaogi